# 有楽町で逢いましょう
有楽町で逢いましょう（ゆうらくちょうであいましょう）は、日本の百貨店・そごうの宣伝キャンペーンにおけるキャッチフレーズ。1957年5月に開店（2000年9月24日閉店）した「有楽町そごう」のキャンペーンとして、テレビの歌番組（同年3月放送開始）、楽曲（7月発売）、連載小説（11月連載開始）、映画（1958年1月公開）が発表された。
本項目では、関連のキャンペーンの概要および、これら関連作品について記述する。

## キャンペーン概要
大阪府大阪市が地盤の百貨店・そごうは、東京へ進出する際、出店地候補の一つとして有楽町を検討した。1950年代前半当時の有楽町は闇市の面影が徐々に消えて、人通りが増え始めている、新興の商業地だった。そごう社内での検討の結果、有楽町駅付近への出店が正式に決定。物件探しで手間取っていたところに読売新聞が自社物件・読売会館を提供。工事などの準備を終え、有楽町そごうの開店予定は1957年5月と決まった。
そごうは開店後の客足の増加・定着を狙い、有楽町全体のさらなる活性化をはかり、宣伝部長・豊原英典以下宣伝部を挙げて「有楽町高級化キャンペーン」を企画した。豊原は企画段階でアメリカ合衆国の映画「ラスヴェガスで逢いましょう（en:Meet Me in Las Vegas）」からタイトルを拝借して「有楽町で逢いましょう」のキャッチフレーズを提案し、採用が決まった。並行して、後述する各種マスメディアとの提携（タイアップ）を通じ、「有楽町高級化キャンペーン」を展開した。
キャンペーンが功を奏し、「有楽町で逢いましょう」のフレーズは当時の流行語となり、そごう開店前に有楽町の認知度は上昇した。開店初日の天候は雨であったが、30万人以上の来店客でにぎわった。
1958年当時、「有楽町で逢いましょう」という言葉は、日常でも使われる言葉になった。

## テレビ番組
有楽町で逢いましょう（ゆうらくちょうであいましょう）は、1957年4月に放送開始した日本テレビの歌番組。そごう一社提供。

## 楽曲
有楽町で逢いましょう（ゆうらくちょうであいましょう）は、1957年7月に発表されたフランク永井歌唱の歌謡曲。上記のキャンペーンを受けて作成された、いわゆるコマーシャルソング（キャンペーンソング）である。世に歌い継がれ、ヒットとなり、永井の代表曲となった。佐伯孝夫作詞・吉田正作曲。
企画当初は三浦洸一が歌唱する予定であったが、作曲者・吉田正の強い推薦によってフランク永井がレコーディングすることとなった。
シングルレコード（モノラル録音）は発売から半年で約50万枚を売り上げた。1968年時点での累計売上は95万枚。1958年上半期のビクターの歌謡曲（流行歌）レコード売上で1位を記録した。
永井はNHK紅白歌合戦において、1973年の第24回と1982年の第33回（自身生涯最後の紅白出場）で、2度同曲を歌唱披露した。

### オリジナルシングル盤収録曲
1. 有楽町で逢いましょう
  - 作詞：佐伯孝夫 作曲：吉田正 編曲：佐野鋤 歌：フランク永井
2. 夢みる乙女
  - 作詞：佐伯孝夫 作曲：吉田正 編曲：小沢直与志 歌：藤本二三代

### セルフカバー
1962年にステレオで再録音された。前奏の編曲が異なる（モノラル盤はギター、ステレオ盤はトランペット）。フランク永井の各種ベスト盤に収録されているものの多くは、この1962年録音のステレオ盤である。

### タイトル曲としての再発
1970年に『ビクター・アンコール・シリーズ』の1枚として、B面曲を「ラブレター」に変更して再発（SV-3002-M）、1984年10月21日に『ベスト・カップリング・シリーズ』の1枚として、B面曲を「夜霧の第二国道」に変更して再発（SV-8501）されている。また1975年には「有楽町で逢いましょう」のタイトルで、本曲と「夜霧の第二国道」「俺は淋しいんだ」「夜霧に消えたチャコ」を収録したコンパクト盤として再発（SVC-1018）された。

### カバー
- 1970年、藤圭子 渋谷公会堂に於ける「デビュー1周年記念リサイタル」にて歌唱。同年3rdアルバム『歌いつがれて25年 藤圭子演歌を歌う』に収録。
- 2008年、「有楽町で逢いましょう」リリース50周年を記念し、フランク永井版および、他の歌手がカバーした同曲を収録した記念コンピレーション・アルバムが発売された。
- 第72回NHK紅白歌合戦がNHKホールの耐震化工事の都合により49年ぶりに東京国際フォーラムに会場を移したことから、記念として演歌歌手の山内恵介がこの楽曲をカバーした。[6]

## 小説
『有楽町で逢いましょう』（ゆうらくちょうであいましょう）は、宮崎博史の小説。1957年11月より『週刊平凡』で連載開始された。
当時のオリンピック需要を受け、高速道路建設などのために出稼ぎにやって来た労働者とその妻が有楽町で息抜きをし、明るい将来を夢見る、というストーリー。
後述するように同タイトルで映画化された。

## 映画
『有楽町で逢いましょう』（ゆうらくちょうであいましょう）は、1958年1月15日に封切られた日本映画。製作・配給は大映。監督は島耕二。
上記の宮崎博史の小説『有楽町で逢いましょう』が原作。レコード会社、出版社、映画会社のタイアップによって制作され、京マチ子、菅原謙二ら当時の大映オールスターがキャストに名を連ねた。そごうの店内でロケーション撮影が行われたほか、フランク永井が本人役で『有楽町で逢いましょう』を歌うシーンが存在する。
恋人役の川口浩と野添ひとみは実際も恋人で、のちに結婚した。

### キャスト
- 京マチ子 - 小柳亜矢（ファッションデザイナー）
- 菅原謙二 - 篠原練太郎（建築技師）
- 川口浩 - 小柳武志（大学生、亜矢の弟）
- 野添ひとみ - 篠原加奈（短大生、練太郎の妹）
- 北林谷栄 - 小柳てつ（祖母）
- 叶順子 - 島崎房江
- 山茶花究 - 前田三郎
- 浪花千栄子 - よね
- 小野道子 - 新子
- フランク永井 - 本人（主題歌『有楽町で逢いましょう』 を歌う）
- 春本富士夫[8] - 丸山[7]
- 南左斗子[8] - 山中貞子[7]

### スタッフ
- 監督：島耕二
- 製作：永田秀雅[7][8]
- 企画：川崎治雄
- 原作：宮崎博史（『平凡』連載）
- 脚本：笠原良三
- 撮影：秋野友宏
- 美術：仲美喜雄
- 音楽：大森盛太郎
- 録音：西井憲一[7][8]
- 照明：久保田行一[7][8]
- 衣装：そごう百貨店（デザイン木村ゆり、段中美恵子）
- 撮影協力：そごう大阪店、そごう東京店